# Frits Böttcher
Pour les articles homonymes, voir Böttcher.
Carl Johan Friedrich (Frits) Böttcher (17 octobre 1915 à Rotterdam – 23 novembre 2008) était un professeur émérite de chimie physique à l'université de Leyde.
Il fut un des fondateurs du Club de Rome, et en est depuis 1986 membre honoraire,.

## Biographie

### Climato-scepticisme et financement par l'industrie pétrolière
Dans les années 1990, alors qu'il est à la retraite, Frits Böttcher adopte une position climato-sceptique consistant à contester le rôle du dioxyde de carbone (CO2) dans l'effet de serre et donc dans le réchauffement climatique, et à présenter ce gaz comme un bienfait en raison de son effet fertilisant. Selon une enquête des médias néerlandais Follow The Money, Platform Authentieke Journalistiek et De Volkskrant, parue en 2020 et notamment fondée sur les archives de Frits Böttcher, ce dernier reçoit plus d'un million de florins de la compagnie pétrolière Shell et de plus d'une quinzaine d'autres entreprises, telles que Texaco, AkzoNobel, ANWB (nl), Bayer et Nederlandse Aardolie Maatschappij (nl), au cours des années 1990, dans le but explicite de diffuser un discours mettant en doute la responsabilité humaine (via les émissions de CO2) dans le réchauffement climatique. Le chimiste s'y emploie dans des interviews, des articles, des ouvrages et dans des interventions auprès des décideurs politiques et économiques, pour lesquelles il met à profit l'important réseau qu'il a construit durant sa carrière. L'argent transite via la fondation de Böttcher, le Global Institute for the study of natural resources. Le chimiste est également en contact avec Frederick Seitz et Fred Singer, deux climato-sceptiques américains notables, mis en lumière dans Les Marchands de doute,,.
Avec les climato-dénialistes britanniques Roger Bate (en) et John Emsley, il fonde en 1994 l'European Science and Environment Forum (ESEF), qui s'oppose aux conclusions du Groupe d'experts intergouvernemental sur l'évolution du climat (GIEC).